# Єлагін Тихон Ілліч
Тихон Ілліч Єлагін (1895, Російська імперія — ?) — радянський діяч. Член ВЦВК. Член Центральної контрольної комісії ВКП(б) у 1925—1927 роках. 

## Життєпис
До 1918 року працював робітником-шкіряником.
Член РКП(б) з 1920 року.
Після громадянської війни в Росії знову працював робітником-шкіряником у місті Таганрозі.
На 1927 рік — машиніст та член заводського комітету (завкому) Таганрозького шкіряного заводу. Обирався членом Таганрозької окружної контрольної комісії ВКП(б).
Подальша доля невідома.